# Laguardia
Laguardia (em castelhano) ou Guardia (em basco) é um município da Espanha na província de Álava, comunidade autónoma do País Basco, de área 81,08 km² com população de 1484 habitantes (2007) e densidade populacional de 18,25 hab/km².
À superfície, possui um urbanismo típico de enclave medieval, com três ruas que a atravessam de norte a sul unidas por travessas e praças, todas pedestres e rodeadas por uma muralha. No subsolo é como um queijo de Gruyère, furado por adegas e cavernas familiares.
Pertence à rede das Aldeias mais bonitas de Espanha.
É famosa pelas suas 60 bodegas (lagares, em português).

## Demografia
| Variação demográfica do município entre 1991 e 2004 | Variação demográfica do município entre 1991 e 2004 | Variação demográfica do município entre 1991 e 2004 | Variação demográfica do município entre 1991 e 2004 |
| --------------------------------------------------- | --------------------------------------------------- | --------------------------------------------------- | --------------------------------------------------- |
| 1991                                                | 1996                                                | 2001                                                | 2004                                                |
| 1486                                                | 1423                                                | 1401                                                | 1480                                                |

## Património
- Igreja gótica de Santa Maria dos Reis (século XIV);
- Igreja de São João Baptista;
- Dólmen de Chabola de la Hechicera;
- Poblado de la Hoya, cidade que desapareceu no século III A. C.;
- Puerta del Mercadal;
- Museu do Vinho